# Deep in your heart/+MILLION but -LOVE
《Deep in your heart/+ MILLION but - LOVE》為堂本光一個人名義的出道單曲。

## 解說
發行了初回版A、初回版B、普通版三種版本。這是繼堂本光一1月以個人名義發行的舞台《SHOCK》原聲帶《KOICHI DOMOTO Endless SHOCK Original Sound Track》之後，在Oricon榮登第一名的作品。
歌詞由外部音樂人提供，作曲則由堂本光一負責。
《UNBREAKABLE》為提供給J-Support（過去的K.K.Kity）、現收錄於NEWS單曲的《Private Hearts》改編成成熟曲風的自翻唱曲（セルフカバー）；歌詞的（堂本）（光一）為離合詩（日文稱此為折句）。

## 收錄曲

### 普通版
1. Deep in your heart
2. +MILLION but -LOVE
3. UNBREAKABLE

- 初回特別版為加入動畫《獸王星》式樣的版本

### 初回版A
1. Deep in your heart
2. +MILLION but -LOVE
3. Deep in your heart(Backing Track)

- 附DVD-A（收錄《Deep in your heart》音樂錄影帶）

### 初回版B
1. +MILLION but -LOVE
2. Deep in your heart
3. +MILLION but -LOVE(Backing Track)

- 附DVD-B（《+MILLION but -LOVE》音樂錄影帶）

### Credit
《Deep in your heart》
作詞：白井裕紀、新美香　作曲：堂本光一　編曲：ha-j
《+MILLION but -LOVE》
作詞：白井裕紀、新美香　作曲：堂本光一　編曲：鈴木雅也　銅管樂器編曲：山本拓夫
《UNBREAKABLE》
作詞：久保田洋司　作曲：堂本光一　編曲：CHOKKAKU　和音編曲：岩田雅之

## 商業搭配
《Deep in your heart》
富士電視台動畫《獸王星》主題曲
《+MILLION but -LOVE》
日本電視台《音樂戰士 MUSIC FIGHTER》2006年7月片頭曲